# Walford Davies

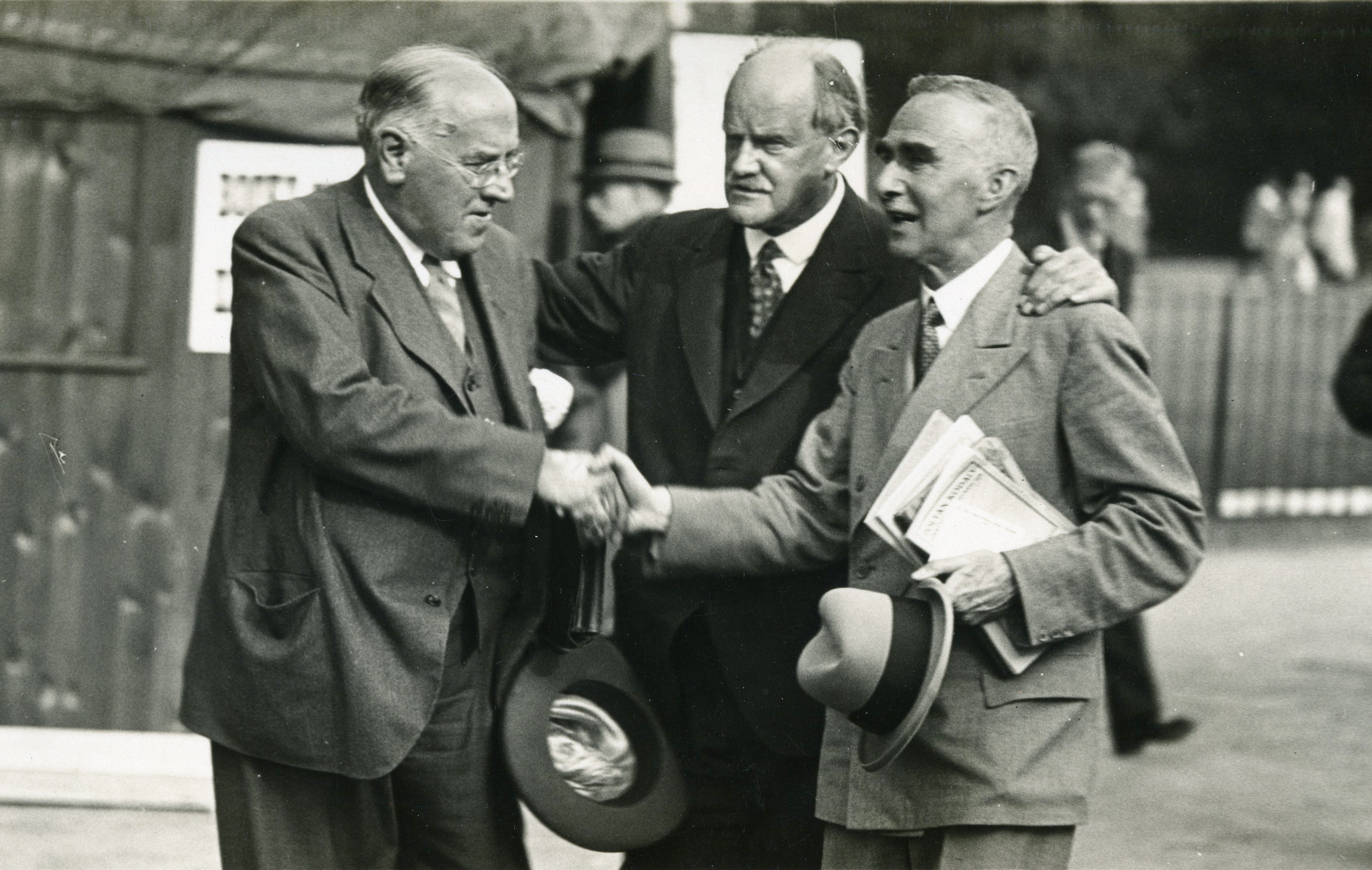
Walford Davies (t.v.) ca 1932 med musikerkollegerna Sir Hugh Allen (mitten) och Cyril Rootham (t.h.).

Sir Henry Walford Davies, OBE, född 6 september 1869 i Oswestry, död 11 mars 1941 i Bristol, var en brittisk tonsättare som innehade titeln Master of the King's Musick från 1934 till 1941.
Davies studerade vid Royal College of Music från 1890 och hade som lärare Hubert Parry och Charles Villiers Stanford. Han stannade kvar vid colleget som lärare i kontrapunkt och hade också flera befattningar som organist i London. År 1919 blev han professor vid Aberystwyth University i Wales. Mellan 1926 och 1939 var han en populär radioröst i programmet Music and the Ordinary Listener.
Bland Davies mer kända verk är tonsättningen av O Betlehem, du lilla stad. Är också kända för hans marsch för Storbritanniens flygvapen (RAF March Past).